# Dream Center
Dream Center é uma rede de centros sociais evangélicos pentecostais que oferece um banco alimentar, roupas e programas de assistência. Sua sede fica em Los Angeles, Estados Unidos, e seu presidente é Matthew Barnett. A organização tem mais de 84 centros em todo o mundo.

## História

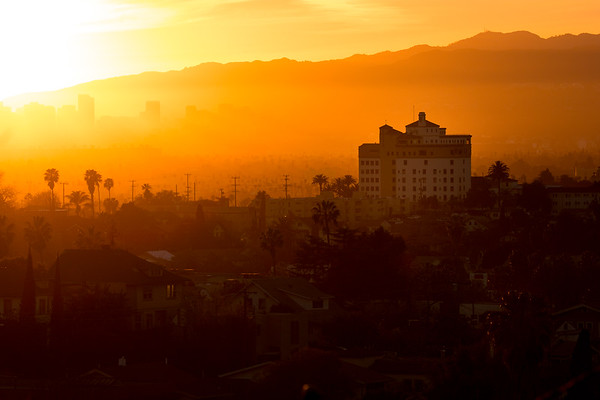
Sede do Dream Center em Los Angeles.

A organização foi fundada pelos Pastores Matthew Barnett e Tommy Barnett da Dream City Church em 1994, como uma missão das Assembléias de Deus. 
Depois de comprar o antigo Hospital Queen of Angels em Echo Park, Downtown Los Angeles, ela o transformou em um centro social em 1997 para moradores de rua, prostitutas e membros de gangues.  Em 2001, o pastor Matthew Barnett e a Igreja Quadrangular fundiram o Dream Center com o Angelus Temple.  Em 2022, a organização havia fundado 84 centros em outras cidades e países ao redor do mundo. 

## Programas
A organização oferece um banco alimentar, roupas e programas de assistência a vítimas de desastres, vítimas de violência doméstica, toxicodependência e tráfico de seres humanos e reclusos.  

## Controvérsia
Em 2005, alguns desalojados do Furacão Katrina que estavam no Dream Center disseram que tinham dificuldade para receber doações. Uma investigação feita por ativistas sociais concluiu que as acusações eram infundadas e mais parecidas com uma campanha de difamação. 